# Zsolt Németh
Pour les articles homonymes, voir Németh.
Zsolt Németh (né le 9 novembre 1971 à Szombathely) est un athlète hongrois spécialiste du lancer de marteau. Il est le fils du coach Pál Németh.

## Carrière

### Palmarès
| Date | Compétition                  | Lieu              | Résultat | Performance |
| ---- | ---------------------------- | ----------------- | -------- | ----------- |
| 1990 | Championnats du monde junior | Plovdiv           | 6e       | 64,00 m     |
| 1995 | Universiade d'été            | Fukuoka           | 6e       | 74,12 m     |
| 1999 | Championnats du monde        | Séville           | 2e       | 79,05 m     |
| 1999 | Universiade d'été            | Palma de Majorque | 1er      | 80,40 m     |
| 2000 | Finale du grand prix IAAF    | Doha              | 4e       | 78,67 m     |

#### National
- 1 titre en 1997

### Records
| Épreuve           | Performance | Lieu        | Date         |
| ----------------- | ----------- | ----------- | ------------ |
| Lancer du poids   | 18,51 m     | Szombathely | 19 août 2000 |
| Lancer du disque  | 50,59 m     | Szombathely | 7 juin 2003  |
| Lancer de marteau | 81,56 m     | Veszprém    | 14 août 1999 |